# Cristián Samper

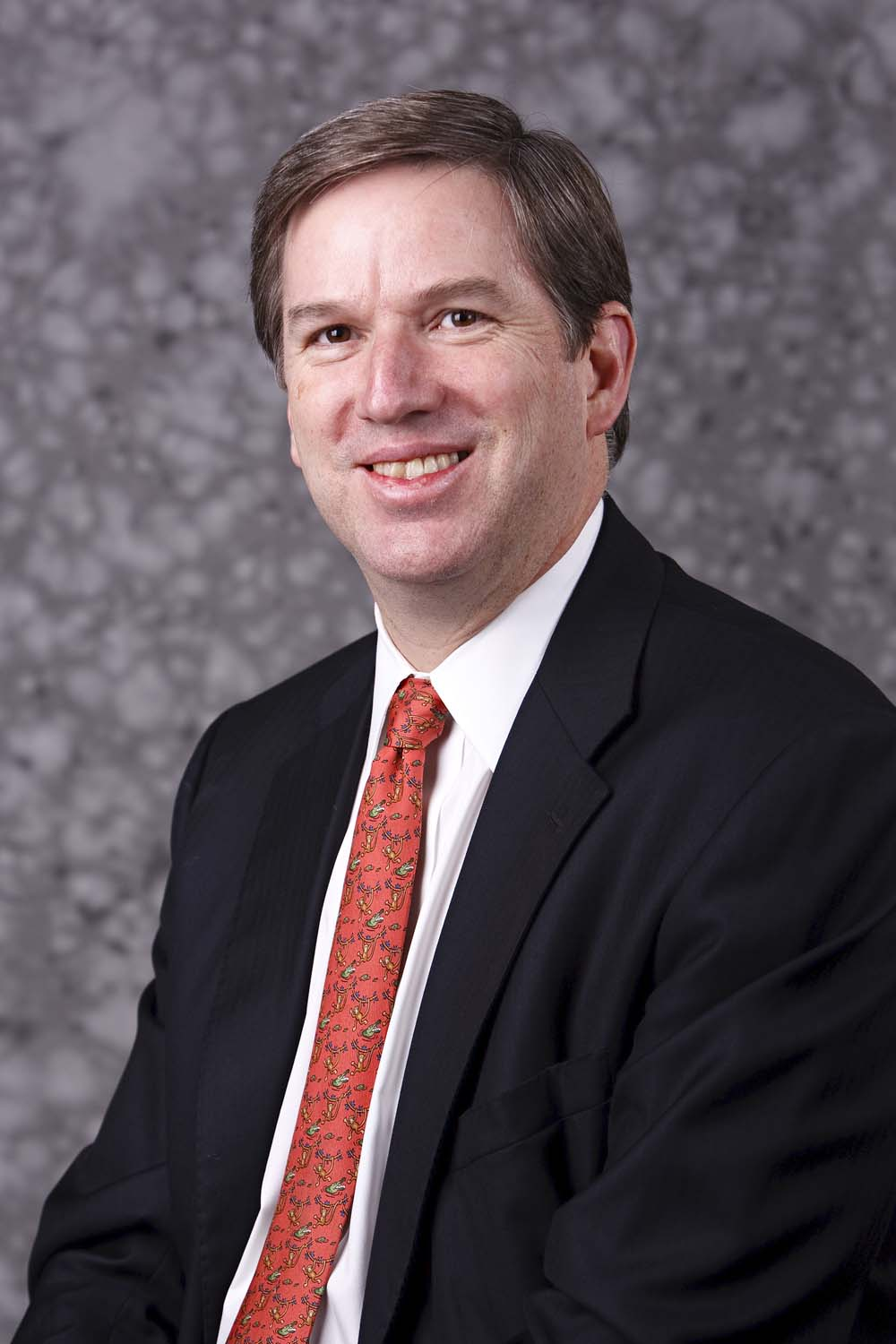
Cristián Samper

Cristián Samper (* 25. September 1965 in San José, Costa Rica) ist ein US-amerikanischer Tropenbiologe kolumbianischer Herkunft. Er ist seit 2012 Präsident der Wildlife Conservation Society.

## Leben
In Costa Rica geboren, wuchs er in Kolumbien bei seinem Vater Armando Samper Gnecco auf und studierte Biologie an der Universidad de los Andes (Kolumbien). Er promovierte 1992 an der Harvard University mit der Dissertation Natural disturbance and plant establishment in an Andean cloud forest. Zurück in Kolumbien initiierte er die Gründung des IVH Forschungsinstituts für biologische Ressourcen Alexander von Humboldt. Von 2003 bis 2012 war er Direktor des National Museum of Natural History in Washington, D.C. 2007 nach dem Rücktritt von Lawrence M. Small als Leiter der Smithsonian Institution wegen Kritik an Spesenabrechnungen und Managementpraktiken amtierte Samper als Acting Secretary (kommissarischer Leiter), bis das Smithsonian 2008 wieder ruhigeres Fahrwasser erreichte. Seit 2012 ist er Präsident der Wildlife Conservation Society, einer großen US-amerikanischen Naturschutz-Stiftung.
Samper ist verheiratet und hat zwei Kinder.

## Auszeichnungen
- 1992 Derek Bok Public Service Prize (Harvard University)
- 2014 Orden de San Carlos (Kolumbien)
- 2015 Mitglied der American Academy of Arts and Sciences